# 루다크리스
크리스토퍼 브리지스(Christopher Bridges, 1977년 9월 11일 ~ )는 미국의 래퍼 겸 영화 배우로 루다크리스(Ludacris)라는 예명으로 잘 알려져 있다. 그는 일리노이 샴페인에서 태어나 9살에 죠지아 아틀란타로 이사를 간 후 그 곳에서 랩을 시작했다. 그는 미국에서 1700만 장을 팔았고, 전 세계에서는 2400만 장을 팔았다.

## 데뷔
그는 1999년 싱글 앨범 《Incognegro》으로 데뷔했다. 그러나 큰 인기를 얻진 못했지만, 2004년 어셔의 새 싱글 《Yeah》에 참여하면서 대중적 랩퍼가되었다. 또한 데프 잼 레코드로 영입되었고, 그후에도 많은 피쳐링을 하며 인지도를 높여갔다. 또한 2006년 《Release Therapy》로 빌보드 힙합 차트 1위를 했다. 지금은 새 앨범 작업 중이며, 영화 락큰롤라와 맥스 페인에 조연으로 나왔다.그는 은퇴에 대해 거론을 했었으나, 2008년 'Theater Of Mind'를 내고 T-Pain의 'Chopped N Skrewed'에 피쳐링하는 등 활발히 활동했다.
2010년 첫 번째 싱글, 'How Low' 가 빌보드 차트 12위권에 들었고, 2010년 3월, 'Battle Of The Sexes'를 발매하며 빌보드 앨범 차트 1위를 기록했다. 두 번째 싱글, 'My Chick Bad'는 여성 래퍼 'Nicki Minaj' 가 찬조출연으로 참가해 눈길을 끌었으며 R&B/Hip-Hop 차트 1위를 기록했다. 세 번째 싱글, 'Sex Room'에 Trey Songz 가 참여하였고 네 번째 싱글, 'Everybody Drunk'에서 자신의 D.T.P 소속 가수인 'Lil Scrappy' 가 찬조출연을 하였다.

## 사업
그는 자신의 이름을 딴 음향기기 제조 회사 소울 바이 루다크리스를 운영하고 있기도 하다.

## 출연 작품
- 분노의 질주 시리즈 - 테즈 파커 역

```
분노의 질주 2

분노의 질주: 언리미티드

분노의 질주: 더 맥시멈

분노의 질주: 더 세븐

분노의 질주: 더 익스트림

분노의 질주: 더 얼티메이트

분노의 질주: 라이드 오어 다이
```

- 크래쉬
- 맥스 페인